# Fluxiderma verrucosum
Fluxiderma verrucosum is een buikharige uit de familie Chaetonotidae. Het dier komt uit het geslacht Fluxiderma. Fluxiderma verrucosum werd in 1935 voor het eerst wetenschappelijk beschreven door Roszczak. 